# スター・ランナー
『スター・ランナー』（原題：少年阿虎、Star Runner）は2003年の香港映画。

## ストーリー
ボンド（ヴァネス・ウー）は、大学生活をエンジョイする傍ら、キックボクシングにのめりこんでいる。そんなある日、韓国から講師としてやってきた金美嬌（キム・ヒョンジュ）にひと目惚れ。早速アタックを仕掛けデートへとこぎつける。だが、金美嬌がこの大学にやってきたのは、韓国で不倫相手と破局し、その傷を癒すためだった……。

## キャスト
- ヴァネス・ウー（鄭建邦／ボンド）
- キム・ヒョンジュ（金美嬌）
- アンディ・オン（坦克）

## スタッフ
- 監督・脚本：ダニエル・リー
- 製作：アルバート・チョウ

## DVDリリース
販売元はワーナー・ホーム・ビデオ
- 「F4 Film Collection スター・ランナー」（2006年2月3日）